# Helmut Ziebart
Helmut Ziebart (* 4. Mai 1929; † 1. November 2011 in Zepernick) war ein deutscher Diplomat. Er war Botschafter der DDR in der SFR Jugoslawien und der ČSSR.

## Leben
Ziebart besuchte die Mittelschule und arbeitete danach als Landarbeiter und Bergmann. Von 1950 bis 1953 besuchte er eine Arbeiter-und-Bauern-Fakultät und legte dort sein Abitur ab. 1953 bis 1956 studierte er an der Deutschen Akademie für Staats- und Rechtswissenschaft in Potsdam-Babelsberg mit Abschluss als Diplom-Staatswissenschaftler.
Nach dem Studium trat Ziebart in den diplomatischen Dienst der DDR ein und war seit 1956 Mitarbeiter im Ministerium für Auswärtige Angelegenheiten der DDR (MfAA) als Referent, bzw. Oberreferent in der Abteilung UdSSR und ab 1959 bis 1961 als persönlicher Referent eines stellvertretenden Ministers tätig. Von 1961 bis 1964 war er Zweiter Sekretär an der Botschaft in der UdSSR.
Von 1965 bis 1967 arbeitete Ziebart als stellvertretender Leiter der 1. Europäischen Abteilung im MfAA, die für die Zusammenarbeit mit der UdSSR zuständig war. Von 1967 bis 1968 war er Leiter der Arbeitsgruppe Warschauer Vertragsstaaten/RGW und danach bis 1973 zunächst stellvertretender Leiter und seit 1968 Leiter der 3. Europäischen Abteilung, die für die Länder Südosteuropas zuständig war. 
Ab 1973 bis 1977 war er Botschafter der DDR in Belgrad. Von 1977 bis 1980 war er Leiter der Abteilung Sowjetunion und von 1981 bis 1990 der letzte Botschafter der DDR in Prag.
Ziebart war Mitglied der SED. Er wurde mit dem Vaterländischen Verdienstorden in Bronze (1971) und Gold (1989), dem Stern der Völkerfreundschaft in Silber (1985) und der 
Verdienstmedaille der DDR ausgezeichnet.

## Veröffentlichungen
- Bilanz einer deutsch-tschechischen Alternative. Anliegen und Ergebnisse der Beziehungen DDR-Tschechoslowakei. GNN-Verlag, Stuttgart 1999, ISBN 3-9805441-3-3.